# Макаоский гарнизон Народно-освободительной армии Китая
Макаоский гарнизон Народно-освободительной армии Китая (кит. трад. 中國人民解放軍駐澳門部隊, упр. 中国人民解放军驻澳门部队, пиньинь Zhōngguó Rénmín Jiěfàngjūn Zhù Àomén Bùduì, палл. Чжунго жэньминь цзефанцзюнь чжу Аомэнь будуй, порт. Guarnição em Macau do Exército de Libertação do Povo Chinês) — гарнизон Народно-освободительной армии Китая, отвечающий за обеспечение обороны Специального административного района Макао с 1999 года. Постоянная численность гарнизона в самом городе составляет не менее 500—600 человек, что подчёркивает суверенитет Китая над Макао; остальная часть несёт службу на китайской границе в городском округе Чжухай.
Согласно Основному закону Макао, правительство Специального административного района Макао может при необходимости обратиться к центральному правительству Китая с просьбой предоставить части гарнизона для поддержания общественного порядка или ликвидации последствий катастрофы. Однако по словам Главы администрации Макао Эдмунда Хо, гарнизон не играет никакой роли в обеспечении внутренней безопасности. У гарнизона низкий профиль, солдаты обычно носят гражданскую одежду за пределами базы и не исполняют обязанности.

## Роль

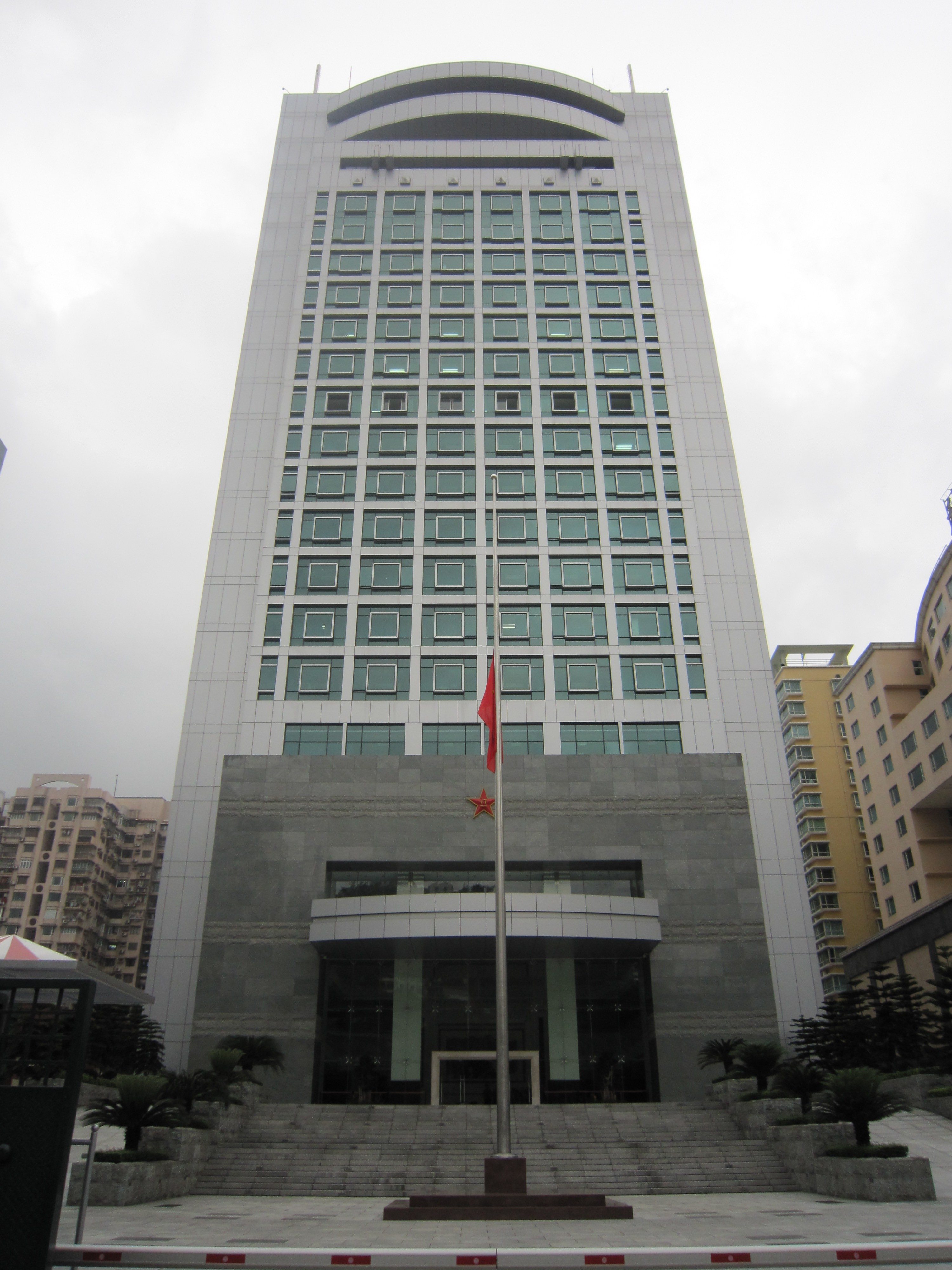
Здание штаба гарнизона НОАК в Макао

Согласно Закону о размещении войск в Специальном административном регионе Макао, также известном как Закон о гарнизоне Макао (принят Постоянным комитетом ВСНП 28 июня 1999 года), обязанности Макаоского гарнизона НОАК — защищать специальный административный регион Макао путём «предотвращения агрессии и оказания сопротивления, обеспечения безопасности Макао, выполнения обязанностей по обороне, управления военной инфраструктурой и решения соответствующих зарубежных военных вопросов». НОАК может по просьбе Главы администрации НОАК также ввести свои части для поддержания общественного порядка и борьбы против последствий стихийных бедствий и природных катастроф. Костяк гарнизона составляют военнослужащие Сухопутных войск КНР.

### Тайфун «Хато»
По просьбе Правительства Специального административного района Макао Макаоский гарнизон НОАК в августе 2017 года был направлен для устранения последствий тайфуна «Хато» — это стало первым случаем участия НОАК в решении внутренних проблем Макао. Около 1000 человек личного состава участвовали в разборе завалов, уборке мусора и расчистке дорог.

## Структура
Макаоский гарнизон подчиняется Центральному военному совету КНР и входит в Южный военный округ, бюджет гарнизона составляется центральным правительством в Пекине. Главой гарнизона является генерал-майор НОАК. В состав гарнизона входят части механизированной пехоты и бронетанковых войск. Гарнизон ранее располагался в 11-этажном здании Лон Чэн (порт. Edificação Long Cheng, англ. Long Cheng Mansion). В настоящее время штаб гарнизона находится на острове Тайпа, рядом с казино из района Котай-Стрип (Эстрада-да-Байя-де-Носса-Сеньора-да-Эсперанса, напротив гостиницы Venetian и Galaxy Macau), а часть личного состава несёт в районе Чжухай.

## Снаряжение
| Модель      | Тип                                                                | Номер | Даты   | Производитель                      | Детали                      |
| ----------- | ------------------------------------------------------------------ | ----- | ------ | ---------------------------------- | --------------------------- |
| ZFB91       | 6-колёсный БТР (для внутренней безопасности и разгона беспорядков) | 10    | 1980-е | Norinco                            | С пулемётом калибра 12,7 мм |
| BJ2020S     | Универсальный автомобиль                                           | N/A   | N/A    | Beijing-Jeep                       | Копия советского УАЗ-469    |
| EQ2102      | Грузовик (для перевозки людей и грузов)                            | N/A   | N/A    | Dongfeng                           |                             |
| EQ2081/2100 | Универсальный грузовик                                             | N/A   | N/A    | Dongfeng                           | Копия ЗиЛ-131               |
| QBU-88      | Винтовка                                                           | N/A   | N/A    | Norinco                            |                             |
| QBZ-95      | Винтовка                                                           | N/A   | N/A    | Флаг Китайской Народной Республики |                             |